# 哈德姆·阿里帕夏
哈德姆·阿里帕夏（土耳其語：Hadım Ali Paşa；15世纪—1511年7月），也称阿提克·阿里帕夏，奥斯曼帝国官员，修饰名“哈德姆”在土耳其语中意为“宦官”。他曾在1485年至1491年间的奥斯曼-马木留克战争中以鲁米利亚总督的身份统帅奥斯曼军队，但在1488年在阿达纳被击败。他还曾在1501年至1503年和1509年至1511年两次出任帝国宰相“大维齐尔”。在他的第二个任期里，他领导了对阿列维教派沙赫库鲁叛乱的镇压，但在锡瓦斯附近与叛军领袖沙赫库鲁本人的战斗中牺牲了。

## 生平
哈德姆·阿里帕夏出生于阿尔巴尼亚桑贾克的一个基督教家庭，儿时被土耳其当局通过德夫希尔梅体制征募。
他先是出任魯米利亞總督，共曾在1485年-1491年領軍與埃及馬木留克王朝作戰，但在1488年於阿達納被打敗。他在1501年–1503年及1509年-1511年兩次出任大維齊爾。在他當政末期鎮壓了阿列维派領導在錫瓦斯附近發生的蘇哈魯叛亂。

## 遗迹
伊斯坦布爾的法提赫區，有两座以哈德姆·阿里帕夏的名字命名的清真寺，一座是位于切姆贝尔利塔什社区的建成于1497年的加齐阿提克·阿里帕夏清真寺，另一座是位于卡拉居姆吕克社区的建成于1512年的瓦萨特·阿提克·阿里帕夏清真寺。